# Mount Pleasant (Michigan)
Mount Pleasant ist eine Stadt im US-Bundesstaat Michigan und die Kreisstadt von Isabella County. Bei der Volkszählung von 2000 wurden 25.946 Einwohner gezählt; im Jahr 2020 hatte die Stadt 21.688 Einwohner.
Ein Teil der Stadt befindet sich auf dem Gebiet der Isabella Indian Reservation, dem Standort des Soaring Eagle Casino’s. Die Stadt beheimatet das Hauptcampus der Central Michigan University. Der ehemalige Gouverneur von Michigan, John Engler, wurde in Mount Pleasant geboren, genau wie der ehemalige PGA Tour Profigolfer Dan Pohl.
Im Dezember 2008 betrug die Arbeitslosenquote in Mount Pleasant 7,1 %.

## Geographie
Nach dem United States Census Bureau hat die Stadt eine Landfläche von 20,2 km2. Die Stadt wird vom Chippewa River durchflossen. Mount Pleasant liegt etwa 98 km nördlich von Lansing, der Landeshauptstadt von Michigan, die sich an der US 127 befindet.

## Geschichte
Das Gebiet des heutigen Mount Pleasant wurde nach dem Graduation Act von 1854 besiedelt, der Siedlern erlaubte, Land von der Regierung zu günstigen Tarifen zu kaufen. Durch das Abkommen von 1855 wurden die Stämme der Anishinabe (Chippewa Saginaw Stamm) aus Saginaw, Swan Creek und Black River ins Isabella County Land (Isabella Indian Reservation) umgesiedelt. Daraufhin zogen auch viele Siedler in Hinblick auf aussichtsreiche geschäftliche Beziehungen mit den Indianern nach Mount Pleasant. Der Homestead Act von 1862 brachte viele neue Siedler nach Mount Pleasant, die auf dem freien Land lebten, das die Regierung ihnen zubilligte.
Ein Feuer im Jahr 1875, welches im Fancher-Gebäude an der nördlichen Ecke von Broadway und Main ausbrach und nach Osten den Broadway hinunterzog, zerstörte etliche Gebäude in der Stadt. Sieben Jahre später beschädigte ein Feuer weitere Gebäude auf der Südseite des Broadway.
Im Jahr 1879 wurde in Mount Pleasant die erste Bibliothek eröffnet, The Library, Literary, and Musical Association of Mount Pleasant, die zunächst aus den persönlichen Büchersammlungen der Vorstandsmitglieder bestand. Im Jahr 1890 gründete W. A. Jordan das Mount Pleasant Business College, aus dem die heutige Central Michigan University entstand.
Am 3. Januar 1893 eröffnete die US-Regierung ein indianisches Internat in Mount Pleasant, die Pleasant Indian Industrial School, die allerdings im Jahr 1933 geschlossen wurde. 76 Jahre später, am 17. Juli 2009, machte The White Bison Wellbriety Journey for Forgiveness Halt in Mount Pleasant, um an diesen Teil der Stadtgeschichte zu erinnern.
Im Jahr 1928 erlebte die Stadt einen Ölboom, fast 15 Jahre nach dem Tag der ersten Bohrung. Auf der Lilly Farm wurde das erste Erdöl gefördert, mehrere hundert Barrel pro Tag. Da die Arbeitskräfte in die Ölindustrie abwanderten, schlossen viele örtliche Fabriken und verließen die Stadt auf der Suche nach neuen Arbeitskräften.

## Demografie
Nach der Volkszählung von 2000 lebten 25946 Menschen in 8449 Haushalten und 3126 Familien in der Stadt. Die Bevölkerungsdichte betrug 1284,3 pro km2. Es gab 8878 Wohneinheiten mit einer durchschnittlichen Dichte von 439,5 pro km2.
Es gab 8449 Haushalte, bei denen in 18,8 % der Fälle Kinder unter 18 Jahren lebten, 25,9 % davon waren verheiratet und lebten als Paare zusammen, 8,5 % hatten einen weiblichen Haushaltsvorstand ohne Ehemann und 63,0 % waren keine Familien. 29,6 % aller Haushalte waren Singlehaushalte und in 8,8 % lebten Menschen, die 65 Jahre oder älter waren. Die durchschnittliche Haushaltsgröße betrug 2,38 und die durchschnittliche Familiengröße lag bei 2,88 Personen.
Die prozentuale Altersstruktur der Bevölkerung war wie folgt: 11,5 % waren unter 18 Jahren, 54,1 % 18 bis 24, 16,9 % 25 bis 44, 10,2 % 45 bis 64 und 7,3 % waren 65 Jahre oder älter. Das Durchschnittsalter betrug 22 Jahre. Auf 100 weibliche Personen kamen 82,4 männliche Personen. Auf 100 Frauen im Alter von 18 Jahren, gab es 80,2 Männer.
Das jährliche Durchschnittseinkommen eines Haushalts in der Stadt betrug 24572 USD, das Durchschnittseinkommen einer Familie betrug 43927 USD. Männer hatten ein Durchschnittseinkommen von 32004 USD gegenüber 23869 USD bei Frauen. Das Pro-Kopf-Einkommen der Stadt betrug 13177 USD. Über 11,4 % der Familien und 37,2 % der Bevölkerung lebten unterhalb der Armutsgrenze, davon 14,8 % Jugendliche unter 18 Jahren und 7,6 % der Altersgruppe 65 Jahre oder älter.

## Sport

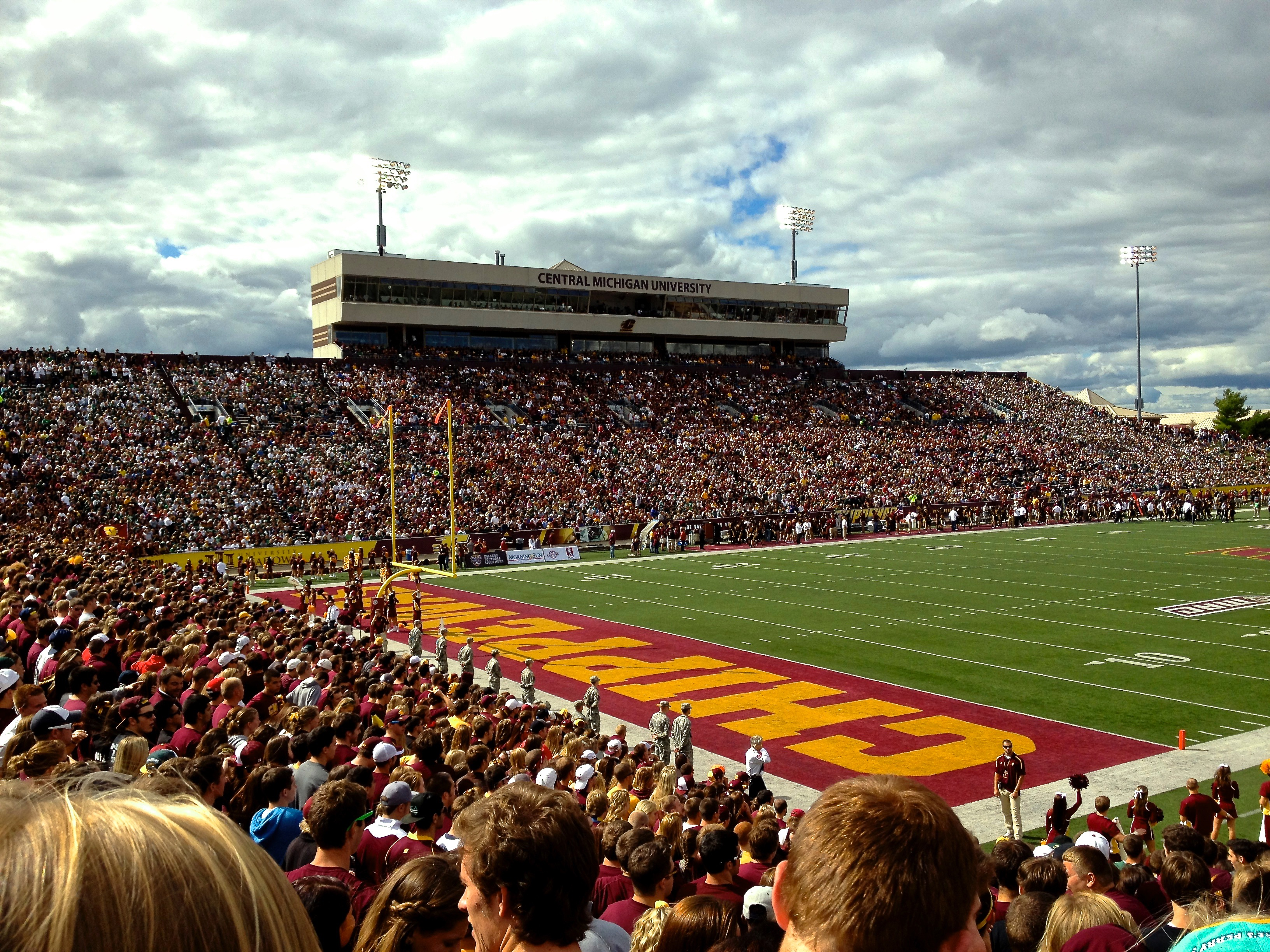
Kelly/Shorts Stadium, Austragungsort der Special Olympics World Summer Games 1975

Die 4. Special Olympics World Summer Games fanden vom 7. bis 11. August 1975 in Mount Pleasant statt. Austragungsort der Special Olympics World Summer Games 1975 war die Central Michigan University.

## Partnerstädte
- Valdivia, Chile
- Los Rios, Chile
- Okaya, Japan